# 大杉谷森林鉄道
大杉谷森林鉄道（おおすぎだにしんりんてつどう）とは三重県多気郡 宮川村（現多気郡大台町）の大杉谷一帯に路線を持っていた森林鉄道の通称で、正式には大阪営林局尾鷲営林署が運営していた複数の森林鉄道線のうち、船津貯木場から不動谷に至る路線を指している。
尾鷲地方一帯はスギの産地であり、明治時代初期は多くが民有林であったため、この地方には早くから民間の森林鉄道は存在していた。この大杉谷森林鉄道はほぼ同時期に着工していた民間の森林鉄道と共同利用した上で、更に延長しインクライン、軌道、索道をつないで広範囲にわたる搬路網を形成していた。
鉄道路線（軌道）以外に、インクライン、索道を有していた。

## 路線データ
- 軌間：762mm
- 動力：内燃（木炭代燃、ガソリン、ディーゼル）
- 大杉谷林道下線 船津貯木場～架線場下・・・16.71km
  - 上里線　　　　船津貯木場（船津駅裏）～上里・・・ 1.16km
  - 組合線　　　　上里～柚ノ木・・・11.19km
  - 柚ノ木線　　　柚ノ木～インクライン下・・・ 0.93km
  - インクライン　インクライン下～水越峠・・・ 0.89km
  - 水越線　　　　水越峠（インクラ上）～架線場下・・・ 2.54km
- 大杉谷索道　　 架線場下～架線場上・・・ 1.34km
- 大杉谷林道上線 架線場上～不動谷線終点・・・ 7.37km
  - 日浦杉線　　　架線場上～起点・・・ 3.11km
  - 不動谷線　　　起点～不動谷線終点・・・ 4.26km
- 千尋谷線　　　 架線場下～一本杉・・・2.25km
- 不動谷索道・・・0.61km
- 不動谷40林班線・・・1.31km　など

## 建設の経緯
- この地域は古くから木材運搬の民間鉄道があり、1897年（明治30年）頃には運行されていたという。その後、昭和恐慌の影響で雇用対策も兼ねて各地に設立された土工保護森林組合の林道（軌道）のうち、大河内土工保護森林組合の船津林道（軌道）が大杉谷森林鉄道の発端となっている。大杉谷の御料林（国有林）からの搬路決定に際し、官民境界である水越峠近くまで建設が予定されていた船津林道に接続する形をとることになった。

## 歴史
- 1929年（昭和4年）：民間の大河内土工保護森林組合が設立、上里－柚ノ木間の森林鉄道着工。
- 1931年（昭和6年）：帝室林野局名古屋支局が大河内土工保護森林組合に補助金拠出し共同使用とした上で、柚ノ木以遠を着工。
- 1931年（昭和6年）頃：インクライン、大杉谷索道、大杉谷上線が順次着工。
- 1932年（昭和7年）：上里－柚ノ木間に森林組合が日本車両製4.5t代燃装置付機関車を購入し運転開始。
- 1934年（昭和9年）：上里～不動谷間が全線開通。
- 1937年（昭和12年）：千尋谷線開通。
- 1941年（昭和16年）：大杉谷下線が、紀勢東線（現紀勢本線）船津駅隣接の船津貯木場～上里まで延長。
- 1941年（昭和16年）：帝室林野局名古屋支局船津出張所に移管。
- 1947年（昭和22年）：大阪営林局船津営林署に移管。
- 1950年（昭和25年）：大阪営林局尾鷲営林署に移管。
- 1952年（昭和27年）：不動谷索道、不動谷線開通。
- 1960年（昭和35年）：大杉谷下線廃止。
- 1961年（昭和36年）：不動谷索道、不動谷線廃止。
- 1966年（昭和41年）：大杉谷索道、大杉谷上線、千尋谷線による搬出終了。（大台林道千尋線開通による）

1974年（昭和49年）頃までは大杉谷上線が残っており、材木運搬はされていなかったが、連絡用車両が運行されていたという。

## 接続路線
- 船津貯木場（紀勢本線船津駅）